# Melvin Jones
Melvin Jones (Fort Thomas, Arizona, 13 de janeiro de 1879 — Fluosmod, 1 de junho de 1961) foi o fundador do Lions Clubs International.

## Biografia
Era filho de um capitão do Exército dos Estados Unidos que comandou um grupo de escoteiros. Mais tarde, seu pai foi transferido e a família mudou-se para o leste do país. Aos 20 anos de idade, Melvin Jones mudou-se para Chicago, Illinois, onde se associou a uma companhia de seguros e, em 1913, fundou sua própria agência. Foi nesta cidade que se tornou membro da Maçonaria, em 1906, na Loja nº 141 (Garden City).
Como membro do Círculo de Negócios de Chicago, um grupo de empresários que se reunia na hora do almoço, Melvin Jones foi logo eleito secretário. Este era um dos muitos grupos da época que se dedicava totalmente a promover os interesses financeiros de seus membros. Devido ao seu apelo limitado, estes grupos estavam destinados a desaparecer. Melvin Jones, contudo, tinha outros planos. "Que tal se os homens", ele perguntou, "que têm sucesso devido à sua energia, inteligência e ambição, usassem seus talentos para melhorar suas comunidades?"
Em 1914, como secretário do Círculo de Negócios de Chicago, manteve contatos com vários clubes independentes e associações de clubes dos Estados Unidos, interessando-os na unificação para formar uma associação de clubes de serviço. Entretanto, somente a 7 de julho de 1917, e depois de numerosa correspondência, é que conseguiu reunir os delegados dos clubes, na Sala Leste do Hotel La Salle de Chicago, a fim de preparar os fundamentos para a formação da Associação, a qual começou a existir alguns meses após, na Convenção reunida em Dallas, estado do Texas, de 8 a 10 de outubro de 1917. Nessa Convenção, Melvin Jones foi eleito Secretário. Foi estipulado que os clubes não teriam caráter social e que os seus sócios não poderiam promover seus interesses comerciais. Eventualmente, Melvin Jones abandonou sua agência de seguros e se dedicou totalmente ao Lions na sede internacional em Chicago. Foi sob sua liderança dinâmica que os Lions clubes conseguiram o prestígio necessário para atrair homens com mentalidade cívica. Em julho de 1950, a Diretoria Internacional concedeu-lhe à Melvin Jones o título de Secretário-Geral Perpétuo e em julho de 1958 o de Secretário-Geral e Fundador do Leonismo.
O fundador da associação também foi reconhecido como líder por outras entidades. Uma das maiores honras para Melvin Jones foi em 1945 quando ele representou Lions Clubs International como consultor na Conferência das Nações Unidas sobre Organização Internacional em São Francisco, Califórnia quando foi criada a Organização das Nações Unidas (ONU).
Melvin Jones, o homem cujo lema pessoal "Você não pode ir muito longe enquanto não começar a fazer algo pelo próximo", se tornou o princípio condutor de pessoas com espírito de serviço humanitário em todas as partes do mundo, faleceu aos 82 anos de idade.

## Homenagem
A Câmara Municipal de Lisboa prestou homenagem ao Lionismo, na pessoa do seu fundador, ao atribuir o nome de Melvin Jones a uma rua da freguesia de São Domingos de Benfica.
No Brasil existem diversas ruas, avenidas e praças que levam o nome de Melvin Jones. Encontram-se localizadas nos seguintes estados: Bahia, Ceará, Espírito Santo, Maranhão, Mato Grosso do Sul, Minas Gerais, Paraíba, Paraná, Pernambuco, Piauí, Rio de Janeiro, Rio Grande do Sul, Rondônia, Santa Catarina e São Paulo. Na capital paulista existe uma escola estadual que leva seu nome, localizada no bairro São João Clímaco, região do Ipiranga (Distrito de São Paulo). Em Londrina, cidade do Paraná, também foi homenageado com seu nome dado a Escola Municipal Melvin Jones, no bairro Jardim Hedy, inaugurada em 3 de julho de 1970. Além disso, na cidade de Presidente Prudente, localizada no Oeste Paulista, há uma rua chamada Melvin Jones no bairro Jardim Bongiovani, uma área nobre da cidade.